# 中山俊行
中山 俊行（なかやま としゆき、1962年 - ）は、日本の元トライアスロン選手。トライアスロン指導者。

## 経歴
1962年、神奈川県川崎市に生れる。明治大学付属明治高等学校・中学校では剣道部に所属。明治大学進学後にサイクリングの同好会であるMCTC（明治大学サイクリスツツーリングクラブ）に籍を置きながら学連に登録し、自転車競技の活動をしつつ、トライアスロンを開始。1981年に湘南トライアスロン大会で優勝して以降、長年に亘り、日本トライアスロン界のフロンティアとして活躍。大学在学中には、フジテレビのイメージキャラクターにもなった。
日本人プロ第1号となり、“ミスター・トライアスロン”と称された。現在は、日本トライアスロン連合理事。

## 主な戦績
1984年、第4回皆生大会優勝、アイアンマンハワイ大会17位。1985年、ニュージーランドアイアンマン大会6位、第1回宮古島大会、第1回天草大会優勝。1986年、第2回宮古島大会、第2回天草大会優勝。1989～96年、ITU世界選手権日本代表。

## 参考
- 中山俊行プロフィール